# Israels økonomi
Israels økonomi er varieret med et stort statsejerskab og en højteknologisk sektor i hurtig udvikling. Landet er fattigt på naturressourcer, og er afhængig af import af råolie, kul, mad, uhuggede diamanter, andre produktionstilførsler og militærudstyr,- hvoraf USA har bidraget med 115 millarder dkr. siden slutningen af 2. verdenskrig. 
Landet har også modtaget stor social økonomisk støtte fra USA på 1,2 mia. USD pr. år siden slutningen af 2. verdenskrig, selv om de regelmæssige årsmængder er aftaget med 120 mio. USD pr. år siden 1998. I 2007 var den direkte økonomiske støtte fra USA omkring 120 mio. USD eller omkring 0,07% af Israels BNP. I maj 2007 blev Israel inviteret til at slutte sig til OECD.
Landets BNP (Købekraftsparitet) i 2006 nåede 195 mia. USD ifølge den Internationale Valutafond eller 179 mia. USD ifølge Verdensbanken. De vigtigste industrielle sektorer er bl.a. metalprodukter, elektronisk og biomedicinsk udstyr, fødevarer, kemikalier og transportudstyr. Den israelske diamantindustri er en af verdens centre for diamantslibning og pudsning. Israel er også et af verdens førende lande inden for softwareudvikling, og det er en vigtig turistdestination. I 1998 blev Tel Aviv kåret af Newsweek som en af de 10 mest teknologi-prægede byer i verden.
Israel har underskrevet frihandelsaftaler med EU, USA, EFTA, Tyrkiet, Mexico, Canada, Jordan og Egypten og 18. december 2007 blev Israel det første ikke-latinamerikanske land, der underskrev en frihandelsaftale med Mercosur.

## Ekstern henvisning
{{http://www.fas.org/sgp/crs/mideast/RL33222.pdf}}
- The World Factbook om Israels økonomi Arkiveret 25. december 2018 hos  Wayback Machine